# Нове Плуди
Нове Плуди (пол. Nowe Płudy) — село в Польщі, у гміні Сомянка Вишковського повіту Мазовецького воєводства.
Населення — 144 особи (2011).
У 1975-1998 роках село належало до Остроленцького воєводства.

## Демографія
Демографічна структура станом на 31 березня 2011 року:
|          | Загалом | Допрацездатний вік | Працездатний вік | Постпрацездатний вік |
| -------- | ------- | ------------------ | ---------------- | -------------------- |
| Чоловіки | 88      | 27                 | 49               | 12                   |
| Жінки    | 56      | 11                 | 31               | 14                   |
| Разом    | 144     | 38                 | 80               | 26                   |